# Piccoli equivoci senza importanza
Piccoli equivoci senza importanza è una raccolta di undici racconti pubblicata da Antonio Tabucchi nel 1985. Nello stesso anno il libro ha vinto il Premio Selezione Campiello e il Premio Comisso, sezione Narrativa.
In tutta la raccolta emerge un'interpretazione di fondo della vita: un appuntamento del quale non sono definiti i termini (Rebus, Anywhere…, I treni che vanno a Madras); un qualcosa di indefinito; un viaggio senza meta (Rebus); una realtà senza contorni precisi (Incanti). Il filo conduttore di tutta quest'opera sono le varie visioni che Tabucchi propone della vita: non ce n'è una sola, ma ognuno la vede a modo suo.

## I racconti

### Piccoli equivoci senza importanza
Narra la storia di Tonino e dei suoi amici, Federico, Leo e Maddalena, che un tempo erano studenti universitari e ora si ritrovano dopo alcuni anni in un'aula di tribunale dove Federico, diventato giudice, deve giudicare Leo, accusato probabilmente di terrorismo; di Maddalena si sa solo che ha subito una mastectomia. Tonino, assistendo al processo, ricorda gli anni in cui tutti loro erano uniti, riportando alla memoria le loro canzoni preferite, i loro atteggiamenti e i loro sbagli, pensando alla fine che tutte queste cose sono state solo piccoli equivoci senza importanza o, meglio, piccoli equivoci senza rimedio.
Il racconto, continuamente oscillante fra passato e presente, esprime la concezione che l'autore ha della vita: noi pensiamo di essere artefici del nostro destino, mentre siamo in balia del caso, né riusciamo a individuare nella realtà un disegno intelligente.
Tabucchi parla dell'ironia della vita, che sembra giocarci degli scherzi che ci fanno arrabbiare, pentire delle nostre decisioni e rammaricare per quelle degli altri, scelte che Tonino e i suoi amici (Federico, Leo, Maddalena e il Memo, anche chiamato dai compagni di corso "Deputatino" per la sua volontà di fare politica correttamente) chiamano “piccoli equivoci senza importanza”. Ma Tonino può solo osservare le conseguenze delle scelte, giuste o sbagliate, dei suoi più cari amici, che il destino ha riunito in un'aula di tribunale secondo il ruolo che ciascuno ha scelto (oppure che gli è capitato): anche questo è un piccolo equivoco senza importanza; ma anche senza rimedio, come ricorda il narratore pensando al primo anno di università, quando, a causa di “un piccolo equivoco senza rimedio”, Federico si è trovato a studiare legge, per diventare poi procuratore. Un piccolo equivoco senza importanza è anche quello che impediva al protagonista di dichiararsi a Maddalena, convinto com'era che a piacerle fosse Federico o Leo. Un piccolo equivoco senza importanza sono anche i loro discorsi politici, in cui lo spirito riformista di Federico, pur essendo più preparato degli altri avendo egli tenuto seminari sulla storia del pensiero politico, veniva sormontato da quello di Leo, che si comportava da leader ed ora è seduto in una gabbia a rispondere delle sue colpe. Una serie di piccoli equivoci che portano ad un futuro dove le proprie scelte sono diventate parti essenziali di un destino che però non possiamo scegliere né prevedere e che è senza rimedio.
Uscito dall'aula di Tribunale dopo aver tentato di contattare il Memo, ormai divenuto parlamentare, per cercare di salvare la situazione del Leo, Tonino ha una visione dirigendosi verso la darsena. Su una chiatta arrugginita vede Federico e Leo che lo guardano come attendendo da lui una risposta, insieme a Maddalena, seduta in fondo. Tonino gli fa un cenno di saluto e li osserva andarsene via, per poi continuare la sua passeggiata sul molo, cercando di fare attenzione a non calpestare gli interstizi del lastricato.

### Aspettando l'inverno
Esso descrive i giorni immediatamente successivi alla morte di un famoso scrittore. Il punto di vista è quello della vedova che, affranta per il lutto, deve ricevere numerose visite di circostanza, tra cui quella di un ministro e di un giornalista dal quale viene intervistata. C'è anche un incontro con un editore tedesco che vorrebbe pubblicare il diario del defunto, ma la vedova lo congeda, chiedendo un po' di tempo per decidere. Dopo il funerale però, rimasta sola in casa, la donna si siede davanti al camino e brucia le memorie del marito.
Il racconto risulta particolarmente criptico in tre punti: la donna sogna il marito che corre nudo sulla spiaggia con una corona d'alloro sulla testa (è un equivalente dell'espressione “Il re è nudo”?); nel finale gioca con l'orologio, portando avanti e indietro le lancette, come se volesse tornare indietro (dove? E perché?), oppure riappropriarsi del tempo perduto; infine non è chiaro perché la donna distrugga il diario: forse è piena di rancore, perché il suo amore non è stato ricambiato ed è stato tradito; oppure si tratta di una gelosia più profonda, nei confronti di quell'arte che è stato l'unico, esclusivo interesse dell'uomo.

### Rebus
Rebus è un racconto tipicamente postmoderno, dalla trama estremamente complessa, con una serie di rimandi non sempre comprensibili a personaggi ed opere letterarie. Basti pensare che la protagonista è la contessa du Terrail e il narratore si presenta come Carabas. Senza scendere nei particolari, forse il motivo conduttore più importante è costituito da numerose definizioni della vita: essa è un appuntamento, un viaggio, un motore ecc.

### Gli incanti
Il piccolo narratore è in vacanza al mare, in casa della zia Ester e della cugina Clelia come tutte le estati. Questa volta, però, il soggiorno è caratterizzato dalle ossessive fantasie della bambina, soprannominata Melusina, che trama per organizzare una serie di incanti ai danni del patrigno Tullio, colpevole, a suo avviso, di aver denunciato il suo vero padre ai tedeschi per sposare la madre. Il bambino è impaurito dall'atmosfera che si respira in casa, un momento allegra, un momento tesa, e teme il gioco di Clelia, soprattutto dopo gli incidenti occorsi alla cameriera Flora e al gattino che lei aveva ricevuto in dono da Tullio. Per questo è sempre tentato di scrivere al padre lontano (ma in verità morto), che lo venga a prendere. Proprio quando la situazione sembra essersi pacificata, il suicidio della zia Ester, inspiegabilmente in contemporanea con l'incanto decisivo, sconvolge l'equilibrio.
Il lettore è trascinato dall'atmosfera sospesa e misteriosa e dalle allusioni di Clelia ad abbracciare la prospettiva della bambina, che diffida di tutto. L'unico personaggio non coinvolto in quest'aura negativa e morbosa, lo zio, viene così considerato un nemico esterno, che turba il magico isolamento, in cui Clelia avrebbe voluto che la madre restasse dopo la morte del padre. Il narratore è frastornato, poiché si trova a metà tra l'attrazione perversa per le pratiche voodoo della cuginetta e il desiderio di una vita piena di sole, rallegrata dai sorrisi del padre, che non arriverà mai.
Questo rovesciamento della realtà rende difficili da comprendere i motivi degli incidenti a Flora e al gattino Cecè, che viene spontaneo ricondurre all'atmosfera magica e non a banali incidenti. Infine la concomitanza tra l'ultimo incanto e il suicidio della zia Ester sembra quasi la realizzazione del rito di Clelia, ma sulla persona sbagliata.

### Stanze
Amelia e Guido sono due fratelli legati da un complesso rapporto di amore-odio, che hanno sempre vissuto insieme, a stretto contatto tra loro: ne è espressione visiva il fatto che le loro stanze sono contigue e i letti divisi solo da una parete (il nostro pensiero corre inevitabilmente all'analoga sistemazione di Pascoli e sua sorella). Il racconto si muove su due piani temporali diversi: da un lato c'è il ricordo di una vita felice, piena di soddisfazioni, che Amelia ricorda di volta in volta, visionando delle fotografie che ritraggono momenti lieti (ad es. la laurea del fratello); dall'altro viene presentata la realtà del momento e la sofferenza dovuta alla malattia di Guido: i ricordi di un'esistenza magnifica lasciano spazio al dolore, ad un lamento che diventa straziante, un gemito, a volte un unico immenso grido. Emblematico anche il finale in cui Amelia prepara la siringa per l'iniezione a Guido: il tunnel gelido che sente nel cuore si contrappone alle sue mani ferme e senza brivido.
I due personaggi sembrano appartenere a due mondi diversi e praticamente inconciliabili. L'unico punto di incontro sono appunto le stanze, in cui in passato si muovevano i loro genitori: esse sottolineano la distanza e al tempo stesso la vicinanza fisica fra Guido ed Amelia e insieme diventano simbolo dello scorrere del tempo, implacabile ed inesorabile. I successi del fratello hanno alimentato nella donna una specie di odio. Tutto è volutamente lasciato in una profonda indeterminatezza, fino al finale: cosa contiene la siringa? Un calmante per il dolore (e allora Amelia proverebbe la soddisfazione di dominare in qualche modo il fratello)? Oppure una dose letale, un veleno, che provocherà la morte? E in questo caso la protagonista si affrancherebbe da una presenza schiacciante e soffocante.

### Anywhere out of the world
Un uomo si trova a Lisbona, in Portogallo: non è il suo paese natale, è lì per sfuggire a qualcosa, alla sua colpa. Distrattamente sfoglia un giornale e tra gli annunci personali trova la frase: “Anywhere out of the world”. Per mezzo di un flashback, scopriamo che un tempo aveva un'amante sposata che voleva scappare con lui, ma egli decise di fuggire da solo, lasciando detto che sul giornale, un giorno, avrebbe scritto quella frase e allora si sarebbero ritrovati. Ma è lui che trova la citazione e se ne stupisce. Allora chiama un numero di telefono: sa bene che non esiste più, che nessuno potrà rispondere, ma questa volta la cornetta si solleva: dall'altra parte nessuno, solo una presenza che ascolta il suo silenzio.
La frase che dà il titolo al racconto è una citazione da Charles Baudelaire: egli scrive che la vita è come un ospedale in cui ogni malato desidera cambiare letto, pensando che qualunque posizione possa essere migliore di quella attuale. Il testo si conclude affermando che non importa il luogo in cui si sta, purché sia fuori di questo mondo.
Questa frase potrebbe confermare l'interpretazione secondo cui, nel racconto di Tabucchi, la donna è morta e la presenza dall'altra parte della cornetta è in realtà il suo fantasma. In questo caso l'espressione "Anywhere out of the world" assumerebbe il significato di “fuori della vita”. Ma il titolo potrebbe semplicemente indicare che, come il malato ha solo l'illusione di avere sollievo cambiando posizione, così il protagonista ha la sensazione di stare meglio andando a Lisbona, mentre il ricordo della sua donna ed il senso di colpa continuano a perseguitarlo.
Anywhere out of the world può quindi essere interpretato come narrazione di morte e di mistero, oppure essere un racconto di formazione alla rovescia (esprimere cioè non una maturazione del protagonista, ma una sua fuga dalla realtà).

### Il rancore e le nuvole
Gli altri ti fanno del bene e tu li ripaghi col rancore, perché? A partire da questo dubbio il protagonista inizia a ripensare al suo primo vestito elegante; alla moglie, una trentenne già vecchia dentro, che per avere un figlio scende a patti con lui; alla figlia, uguale in tutto alla madre. Poi l'università, il prof. Nostalgico, la tesi e l'assistentato, l'abbandono della famiglia e l'affitto di una stanza vicino al policlinico. E ancora: i viaggi su commissione del professore, il ritratto autografato di Machado, il lavoro in Portogallo. È forte e evidente il suo rancore verso la vita. Ma poi la vita prende un'altra piega, iniziano le vittorie: vittorie sui colleghi: opere, riviste e congressi; le vittorie domestiche: l'appartamento in centro, la ricca biblioteca, il suo studio, il ritratto di Machado appeso finalmente in un luogo decoroso, vicino a libri degni di lui. Infine le traduzioni del poeta spagnolo, con la conclusione che, dopo tutto, il vero poeta era lui, lo sentiva.
Il protagonista è un essere spregevole, un carrierista dominato da ambizione e rancore, un maschilista senza pudore, un uomo che si sente di sinistra, perché viene dal basso e si è fatto da sé. Questo era il suo modo di essere di sinistra: concerneva l'offesa, il risentimento e la rivincita, non aveva niente a che vedere con l'ideologia teorica e astratta, geometrica dei suoi giovani compagni. Legge Machado, scrittore d'opposizione al regime franchista, e arriva a un delirio d'onnipotenza, convinto che come traduttore e critico ha superato l'autore.
Tema dominante del racconto è il rancore, un modo come un altro per non essere divorato in questo mondo di lupi. È il motore delle ambizioni del protagonista. È astio contro la vita, contro tutti. È il modus vivendi di un uomo che non conosce quasi altri sentimenti. Solo nelle ultime righe troviamo le nuvole: forse simboleggiano le persone che passano nella vita di quest'uomo, ma, come le nuvole, scivolano via. Oppure sono le ambizioni, i sogni di gloria, troppo in alto per essere raggiunti, che fluttuano in un cielo limpido, in attesa di essere catturate da qualcuno.

### Isole
Il protagonista è una guardia carceraria al suo ultimo giorno di servizio che, sul battello, durante la traversata che lo porterà sulla terraferma per consegnare un detenuto, medita di scrivere una lettera a Maria Assunta, "cresciuta nella stessa famiglia" (una cugina?) ma "istruita" come suo marito, per spiegare che sarebbe a disagio a vivere con loro, in una grande città, e che progetta di restare nella casa dove per tanti anni ha abitato con la madre, trovando a un'occupazione che lo faccia sentire meno solo (allevare due merli da richiamo, coltivare piante). Il detenuto lo chiama e lo prega di togliergli le manette: deve scrivere una lettera, da solo, la presenza un estraneo lo disturberebbe. Egli torna a fantasticare appoggiato al parapetto sull'occupazione che lo farà sentire meno solo: questa volta allevare cincillà in uno scantinato. Il detenuto lo fa chiamare di nuovo per chiedergli di spedire la lettera, che è per una persona cara e dunque non vuole che passi attraverso la censura.
Benché vietato dal regolamento, l'uomo lo farà e in quel gesto di imbucare la lettera, destinata ad una donna, Lisa, abbiamo l'impressione che la solitudine della guardia - che ha scritto una lettera solo mentale, e mentalmente l'ha accartocciata - sia superiore a quella del condannato. In quel progetto di allevare cincillà nel buio dello scantinato ("sono bestioline simpatiche, basta non avvicinare troppo le mani") ci sembra di scorgere la prosecuzione del lavoro di guardia carceraria in chiave ancora più squallida.
"Io mi chiamo Nicola, disse a voce alta. Non c'era nessuno vicino a lui". 

### I treni che vanno a Madras
Nel viaggio in treno per Madras, il narratore conosce l'altro passeggero dello scompartimento, che viaggia sotto il falso nome di Peter Schlemihl, personaggio letterario di Chamisso. L'uomo gli confida di essere diretto a Madras per vedere una statua, la statua di Shiva danzante, che quaranta anni prima aveva visto riprodotta sulla scrivania di un medico tedesco. In fila tra altri giovani uomini, egli era stato visitato da quel medico per 'il progresso della scienza tedesca' e da allora rifletteva sul significato di quella statua, con le braccia e le gambe in posizioni divergenti e iscritte in un circolo, che rappresenta la danza della vita perché "la vita è un cerchio. C'è un giorno in cui il cerchio si chiude, e noi non sappiamo quale." 
Al termine del soggiorno a Madras, il narratore, leggendo un giornale locale, apprende dell'omicidio - apparentemente inspiegabile, non a scopo di lucro - di un cittadino di nazionalità argentina, residente dal 1958, intenditore di arte dravidica, che si intuisce essere il medico tedesco.
Al volto della vittima era stata abbinata una statuetta di Shiva danzante.

### Cambio di mano
Nel decimo racconto della raccolta, Cambio di mano, Tabucchi si confronta con il genere spionistico, ma l'ambiguità dei riferimenti, degli elementi e delle informazioni riguardo allo “scambio” che deve avvenire per una non precisata “causa”, induce a mettere in secondo piano questo aspetto del racconto sebbene lo stile della scrittura, sincopata, fatta di frasi brevissime, coincida perfettamente con il genere spy. 
Il racconto, non è suddiviso in parti numerate, come nel precedente Isole, ma è semplicemente diviso in tre “scene”, che potremmo alla luce del contenuto definire veri e propri “atti”.
Nel primo atto vengono narrati i preparativi necessari per la consegna del denaro del personaggio principale, Franklin nello scenario urbano di New York, chiassosa e affollata; l'elencazione di quartieri, hotel, strade, parchi, indica un rapporto di abitudine a quei luoghi, caratterizza in senso realistico la narrazione; generano nel personaggio il ricordo di una donna di nome Dolores, scomparsa misteriosamente.
La seconda scena del racconto si svolge principalmente al Metropolitan, ed è la scena chiave per capire la centralità del teatro. Qui Franklin diviene curioso spettatore del pubblico, che guarda a sua volta lo spettacolo, notando e congetturando reazioni e interessi. 
Nel terzo atto Franklin e Cometipare, soprannome scherzoso che il contatto si è dato per rimanere anonimo, ma anche un riferimento esplicito As you like di Shakespeare, cenano e passano la notte insieme; ed infine scopre che il suo “contatto” Sparafucile- Cometipare è in realtà il suo Killer e che lui è già un uomo morto.
La trama del racconto ha come baricentro il teatro nel teatro. 
Nelle prime pagine riflessioni sull'abitudine come:
atto ripetitivo, come di chi non cambia un'abitudine per non cancellare un ricordo, incarnano le riflessioni tutte pirandelliane del Personaggio che riflette la propria condizione di alienazione per una parte che viene perpetuata, solo per il ricordo di una donna.
La statua della libertà è assunta a ideale ormai irraggiungibile -viene detta infatti la libertà- legata all'idea di una vita precedente e al ricordo di Dolores, in un passato e in uno scenario autentico in cui il personaggio sembrava davvero libero. 
Il presente si ancora a quel passato ma l'assenza della donna e il passare del tempo ha rinchiuso Francklin in ruolo granitico di cui non conosce il fine.
Egli è lo strumento, l'attore impersonale per una scena di cui non conosce la trama effettiva. La presunta associazione politica, che comunica le coordinate della consegna attraverso il linguaggio impersonale dei codici cifrati rappresenta una regia, (una società) che ha trasformato i propri attori in fantocci di cui sbarazzarsi non appena non venga più rispettato pedissequamente il protocollo di azione. Franklin, diventato oramai vecchio per “le operazioni” della “causa”, infrange le regole, e prevede già la sua fine nell'incontro con Bolivar ironizzando sul fatto che proprio quell'amico sconosciuto potrebbe essere l'esecutore della sua liquidazione.
La scena da teatro “barocco” in cui Franklin assiste allo spettacolo degli spettatori che assistono allo spettacolo è un forte riferimento teatrale, egli in qualche modo diventa regista e attore “della sua prima”, inventa ruoli, parodia il dramma sul palco, che gli altri stanno guardando. Dolores, donna del ricordo fissato nel dato reale del clic “immortalante” della foto, viene erroneamente sostituita con Sparafucil, Cometipare, donna della finzione teatrale con il ruolo, chiarito nelle ultime righe del racconto, di “immortalare”, nell'accezione di generare la morte del protagonista, con un clic di un fucile. La scena seconda, l'atto centrale e teatrale del racconto, è lo specchio in cui la realtà diventa finzione, il luogo deputato al cambio di mano, della sostituzione, vecchio e nuovo, Dolores/Cometipare, passato, futuro, vita/morte.
La finzione di tutta la vicenda si compie tutta nella scrittura di una vicenda, di un “io” fittizio dai sentimenti veri, che dovrebbe concludersi senza testimoni; l'autotestimonianza della propria morte porta a riflettere sulle “potenzialità” della scrittura: potenzialità e “finzione” della scrittura, risultano essere direttamente proporzionali.

### Cinema
Come nel racconto precedente, la finzione (questa volta il cinema) s'intreccia e si confonde con la vita reale.
Elsa e Eddie sono due attori che stanno girando l'ultima scena dello stesso film in cui hanno recitato molti anni prima. Nella vita, Elsa ha sposato un altro attore: quello che interpretava un ufficiale galante in una scena poi non inclusa nel film. Il matrimonio però è fallito presto e lei non è una donna felice. Forse il motivo per cui i protagonisti hanno deciso di interpretare lo stesso ruolo dopo oltre venti anni è il desiderio di tornare indietro per cambiare le cose e dare alla vita uno svolgimento diverso.

## Opere derivate
- Dal racconto Rebus è stato tratto il film omonimo Rebus di Massimo Guglielmi (1989).[3]

## Edizioni
- Antonio Tabucchi, Piccoli equivoci senza importanza, 21 ed., collana Universale Economica, Feltrinelli, 2003,  p. 150, ISBN 88-07-81075-1.